# Wiktor Makarenko
Wiktor Serhijowycz Makarenko (ukr. Віктор Сергійович Макаренко; ros. Виктор Сергеевич Макеренко, ur. 8 stycznia 1931 w Krzywym Rogu, zm. 20 lutego 2007 w Kijowie) – radziecki działacz partyjny.

## Życiorys
W 1955 ukończył Dniepropietrowski Instytut Metalurgiczny, w latach 1955–1967 pracował w zakładzie metalurgicznym w Krzywym Rogu, od 1960 członek KPZR. Od 1967 funkcjonariusz partyjny, w latach 1967–1969 II sekretarz Komitetu Miejskiego KPU w Krzywym Rogu, 1969–1972 inspektor KC KPU, 1972–1977 I sekretarz Komitetu Miejskiego KPU w Sewastopolu. Od 1 lipca 1977 do 13 czerwca 1987 I sekretarz Krymskiego Komitetu Obwodowego KPU, następnie na emeryturze. W latach 1981–1982 zastępca członka, a 1982–1989 członek KC KPZR. Deputowany do Rady Najwyższej ZSRR 10. i 11. kadencji.